# Óblast autónomo de Osetia del Norte
El Óblast Autónomo Checheno (en ruso: Чеченская автономная область) fue una entidad territorial administrativa autónoma de la RSFS de Rusia creada el 7 de julio de 1921, cuando se separó de la República Autónoma Socialista Soviética de la Montaña. Después de la disolución de esta, el oblast autónomo se convirtió en parte de la República Socialista Federativa Soviética de Rusia. El 5 de diciembre de 1936, su estatuto aumentó a la República Autónoma Socialista Soviética de Osetia del Norte y tras la disolución de la Unión Soviética esta fue incorporada por la República de Osetia del Norte.